# Taqqanot Qehillot Šum
Die Taqqanot Qehillot Šum sind die Taqqanot, die von den jüdischen Gemeinden der SchUM-Städte, Speyer, Worms und Mainz, während des Hochmittelalters in einer Sammlung zusammengefasst und für verbindlich erklärt wurden.

## Geschichte

### Vorgeschichte
Schon vor dem Ersten Kreuzzug (1096) und den damit verbundenen Pogromen ist die Vernetzung dieser drei Gemeinden belegt, die Gemeinde in Speyer entstand als Ausgründung der Mainzer Gemeinde, die führenden Familien waren untereinander verwandt und auch über Rabbiner und der Talmud-Schüler eng vernetzt.
Die ältesten belegten Versammlungen jüdischer Gemeinden im rheinischen Raum fanden am Ende des 11. Jahrhunderts in Köln statt. Den äußeren Anlass gaben die drei dort jährlich stattfindenden Jahrmärkte. Auch von diesen Treffen wird berichtet, dass von ihnen „festes Recht ausging“.
Der älteste Beleg einer Versammlung der SchUM-Gemeinden stammt von 1120. Diese, sowie die nächste belegte Versammlung von 1160, fand in Mainz statt. Sie war eine fest etablierte Einrichtung und traf sich unter der Bezeichnung Versammlung der Gemeinden. Neben den bezeugten Versammlungen der drei jüdische Gemeinden sind zahlreiche weitere Kontakte belegt, von denen aber aufgrund der Quellenlage nicht gesagt werden kann, ob sie sich auf solche Versammlungen oder Kommunikationen in anderer Form beziehen.

### Taqqanot Qehillot Šum
Bereits vor der ersten Versammlung von 1220, bei der erstmals belegt ist, dass Taqqanot als gemeinsam verbindlich erklärt wurden, gab es Taqqanot der einzelnen Gemeinden, die dann auch in die Taqqanot Qehillot Šum einflossen. Inwieweit diese vor 1220 schon als allgemeinverbindlich angesehen wurden, ist nicht klar. Die Anwesenden erklärten eine Reihe von Taqqanot 1220 für verbindlich, indem sie ihre Unterschrift unter das Dokument setzten. Diese Taqqanot beruhten in vielen Fällen auf Entscheidungen zu konkreten Rechtsfällen.
1223 kam es zu einer weiteren Versammlung, bei der eine erweiterte Version der Taqqanot Qehillot Šum für verbindlich erklärt wurde. Die Teilnehmer entsprachen überwiegend denen, die schon an der Versammlung 1220 teilgenommen hatten.
In der Mitte des 13. Jahrhunderts wurde der Text der Taqqanot in der Fassung von 1220 erneut bestätigt. Dabei ist von einer Versammlung nicht ausdrücklich die Rede. Einige Texte wurden bei dieser Gelegenheit hinzugefügt. Die Einzelheiten sind nicht ganz klar, so dass es unterschiedliche Traditionen dazu gibt, an welcher Stelle des Korpus die damals ergänzten Texte einzuordnen sind. Auch haben die wiederholten Bestätigungen dazu geführt, dass sie Textpassagen wiederholen, die im Text bereits zuvor wiedergegeben sind. Mitte des 13. Jahrhunderts waren die Gelehrten, die die Texte ursprünglich verfasst hatten, überwiegend bereits verstorben.
Den SchUM-Gemeinden gelang es in der Folgezeit nicht, ähnlich bedeutende Gelehrte wie in den 1220er Jahren an sich zu binden. Vielmehr ließen sich die zurückkehrenden Absolventen der damals führenden nordfranzösischen Talmud-Akademien überwiegend im östlichen Reich (Regensburg, Magdeburg oder Wien) nieder. In der Folge stritten diese Gelehrten, die neue Schwerpunkte der Gelehrsamkeit bildeten, und die Gemeinden der SchUM-Städte um Deutungshoheit und Vorrang in Rechtsfragen. Die SchUM-Gemeinden und deren Rechtsgelehrte waren aber auch am Ende des 13. Jahrhunderts noch eine Autorität in Rechtsfragen, die oftmals auch von außen an sie herangetragen wurden. Die SchUM-Gemeinden nahmen damit „de facto die Aufgabe einer höheren gerichtlichen Instanz für einen großen Bereich des westlichen Aschkenas“ wahr.
Eine weitere Bestätigung der Taqqanot Qehillot Šum ist für 1306/07 belegt, wobei die Sammlung um weitere Vorschriften ergänzt wurde. Es ist möglich, dass es weitere solcher formalen Bestätigungen gab, ohne dass dazu aber noch Zeugnisse vorliegen.
Nach den Pestpogromen in der Mitte des 14. Jahrhunderts waren auch die SchUM-Gemeinden zerstört und wurden erst nach Jahren mit Unterstützung der Obrigkeit wieder etabliert. Dabei stand das Modell der SchUM-Gemeinden und ihres Verbundes aus der Zeit vor den Pestpogromen Modell. So kam es 1381 wieder zu einer Versammlung, in der auch die Taqqanot Qehillot Šum erneuert wurden. Dabei wurde explizit formuliert, dass es sich dabei um die „Rechtssatzung der SchUM-Gemeinden“ handele. Dies war das letzte Mal, dass eine formale Bestätigung der Taqqanot Qehillot Šum durch eine Versammlung der SchUM-Gemeinden bezeugt ist. Der Text wurde vielfach abgeschrieben und erlangte auch außerhalb der SchUM durch Anwendung Rechtskraft. Er verfestigte sich so zu einer verbindlichen Rechtsvorschrift, die auch nicht mehr bestätigt werden musste.

### Unterschriftenliste
Das Dokument wurde 1220 und 1223 von den Anwesenden unterschrieben. In den verschiedenen Überlieferungssträngen weichen die Zahl und die Namen der Unterzeichner voneinander ab. Das gilt sowohl hinsichtlich der Orthographie als auch hinsichtlich der überhaupt genannten Personen. Die nachfolgende Liste enthält alle Namen, die im Zusammenhang mit der Unterzeichnung in mindestens einem der Überlieferungsstränge genannt werden.
| 1220                              | 1223                           | Anmerkung |
| --------------------------------- | ------------------------------ | --- |
| Yosef bar ‘Othniel Roš ha-Levanon |                                | Sonst nicht bekannt |
| Yosef bar Azriel                  |                                | Ersetzt in einer Handschrift den vorgenannten Yosef bar ‘Othniel                                                                             |
| David von Münzenberg              | David von Münzenberg           | |
| Ya’aqov bar Ašer ha-Levi          | Ya’aqov bar Ašer ha-Levi       | Gemeinde Speyer |
| Eleasar ben Juda ben Kalonymos    | Eleasar ben Juda ben Kalonymos | Gemeinde Worms |
| Elieser ben Joel HaLevi           |                                | Gemeinde Köln; er selbst bezeichnet sich als Avi ha-‘Ezri                                                                                    |
| Ele’azar bar Šemu’el              |                                | Gemeinde Mainz oder Gemeinde Speyer |
| Simḥa bar Šemu’el                 | Simḥa bar Šemu’el              | Gemeinde Speyer |
|                                   | Yitsḥaq bar Mešulam ha-Lewi    | Gemeinde Worms |
|                                   | Yitsḥaq bar Šemu’el ha-Lewi    | Gemeinde Worms, wahrscheinlich liegt ein Fehler in der Tradierung vor und er ist identisch mit dem vorgenannten Yitsḥaq bar Mešulam ha-Lewi. |
| Yehuda bar Šim’on                 | Yehuda bar Šim’on              | Nichts Näheres bekannt |
| Yehuda bar Šimšon                 | Yehuda bar Šimšon              | Vermutlich Verschreibung von Yehuda bar Šim’on                                                                                               |
| Nathan bar Šim’on                 | Nathan bar Šim’on              | Gemeinde Speyer |
| Nathan bar Šimšon                 |                                | Vermutlich Verschreibung von Nathan bar Šim’on                                                                                               |
| Barukh bar Šemu’el                |                                | Gemeinde Mainz |
| Šimšon bar Efrayim                | Šimšon bar Efrayim             | Zu seiner Persom ist nichts Näheres bekannt.                                                                                                 |
| Yo’el bar Nathan ha-Kohen         | Yo’el bar Nathan ha-Kohen      | |
| Nathan bar Yitsḥaq                | Nathan bar Yitsḥaq             | Gemeinde Mainz |
| Ḥizqiya bar Re’uven               | Ḥizqiya bar Re’uven            | Gemeinde Boppard (?) |
| Mathathya bar Re’uven             | Mathathya bar Re’uven          | Zu seiner Persom ist nichts Näheres bekannt.                                                                                                 |
| Yitsḥaq bar Šelomo ha-Kohen       | Yitsḥaq bar Šelomo ha-Kohen    | Zu seiner Persom ist nichts Näheres bekannt.                                                                                                 |
| Me’ir bar Šemu‘el                 |                                | Gemeinde Mainz |
| Me’ir bar Yo’el ha-Kohen          | Me’ir bar Yo’el ha-Kohen       | Gemeinde Worms |
| Šim’on bar Efrayim                |                                | Vermutlich Verschreibung von Šimšon bar Efrayim                                                                                              |
| Eli’ezer bar Šim’on               | Eli’ezer bar Šim’on            | Gemeinde Mainz; auch als Ele’azer bar Šim’on                                                                                                 |
| Yosef bar Yehuda                  |                                | Nichts Näheres bekannt |
| Ya’aqov ben Yitsḥaq ha-Lewi       | Ya’aqov ben Yitsḥaq ha-Lewi    | Gemeinde Hornbach |

### Wirkungsgeschichte
Die Taqqanot Qehillot Šum fanden eine weite Rezeption, vor allem in Osteuropa, in Polen, Litauen und Ungarn. In Israel findet sich in einem heute verwendeten Trauungsformular die Regelung: „[…] und das Erbrecht und alle rechtlichen Bestimmungen zum Ehevertrag [sind geregelt] nach dem Brauch von Aschkenas und gemäß Taqqanot Šum […]“. Rabbinische Gerichte berufen sich auch heute auf den Text.

## Inhalt
Der Inhalt der Taqqanot Qehillot Šum ist bei den einzelnen Bestätigungen nicht systematisch redigiert, sondern eher akkumuliert worden. So finden sich thematisch zusammenhängende Bestimmungen an unterschiedlichen Stellen der Sammlung. Sie beginnt mit drei hintereinander gereihten Zusammenstellungen von Taqqanot, die 1220 zusammengefügt wurden und wohl den Rechtsbestand jeder der drei Gemeinden darstellen, der zu diesem Zeitpunkt vorhanden war – wobei unbekannt ist welcher Teil ursprünglich aus welcher Gemeinde stammte. Durch dieses redaktionelle Verfahren werden Bestimmungen auch wiederholt. Die späteren Ergänzungen wurden an- und eingefügt. Teilweise sind diese Einzelstücke durch Textpassagen verbunden, teilweise fehlt das. Auch sind Details in einzelnen der Überlieferungsstränge unterschiedlich wiedergegeben. Der Inhalt gliedert sich gemäß der folgenden Übersicht:
| Jahr                 | Rechtsvorschrift | Anderer Text                                                                         | Autor                                                                         | Anmerkung                                                      |
| -------------------- | --- | ------------------------------------------------------------------------------------ | ----------------------------------------------------------------------------- | -------------------------------------------------------------- |
| 1220                 | Bannandrohung für die Taqqanot von 1220 und 1223 |                                                                                      |                                                                               |                                                                |
| 1306/ 1307           | | Einleitungszusatz der Rechtssatzungen von Worms und Umland                           |                                                                               |                                                                |
| 1223                 | Kleidung, Haar- und Barttracht; Verbot ehelicher Mahlgemeinschaft während der Menstruation der Frau                                                                                                  |                                                                                      |                                                                               |                                                                |
| 1220/ 1223           | Geldleihe unter Juden |                                                                                      |                                                                               |                                                                |
| 1223                 | Kleidung, Haar- und Barttracht |                                                                                      |                                                                               |                                                                |
| 1220/ 1223           | Herstellung koscheren Weins |                                                                                      |                                                                               |                                                                |
| 1220/ 1223           | Verhältnis von Juden und Nichtjuden, Verzehr von durch Nichtjuden bereiteten Speisen, Handel mit unkoscherem Wein, Geheimnisverrat, Münzbeschneidung, Speisezubereitung am Schabbat durch Nichtjuden |                                                                                      |                                                                               |                                                                |
| 1220                 | Briefgeheimnis |                                                                                      | Gerschom ben Jehuda                                                           |                                                                |
| 1220/ 1223           | Pflicht zum Erscheinen vor Gericht |                                                                                      |                                                                               |                                                                |
| 1220/ 1223           | Denunzianten: Verfolgung, Bann, Rehabilitierung |                                                                                      |                                                                               |                                                                |
| 1220/ 1223           | Verbot der Beschlagnahme hinterlegter und verpfändeter Bücher |                                                                                      |                                                                               |                                                                |
| 1220/ 1223 (1306/07) | Vermögensoffenbarung und -eid für die Steuer Beweis bei Geldforderung Steuerbefreiung |                                                                                      |                                                                               |                                                                |
| 1223                 | Verbot körperlicher Gewalt | Wenn die Obrigkeit von einem Juden Geld fordert, so muss ihm die Gemeinde beistehen. |                                                                               |                                                                |
| 1220/ 1223           | Schutz der Hochzeitsgesellschaft vor Forderungen jüdischer Studenten |                                                                                      |                                                                               |                                                                |
| 1220                 | Kein Zahlungsaufschub, aber Beweislastumkehr bei Prozess um Steuerforderungen |                                                                                      |                                                                               |                                                                |
| 1220/ 1223           | Strafmaßnahmen bei Verstoß gegen die Taqqanot |                                                                                      |                                                                               |                                                                |
| 1220/ 1223           | Verfluchen der Denunzianten im Gottesdienst |                                                                                      |                                                                               |                                                                |
| 1220/ 1223           | Ausschluss des Einflusses von Nichtjuden auf Ämtervergabe |                                                                                      |                                                                               |                                                                |
| 1223                 | Verbote und Regeln für das Glückspiel |                                                                                      |                                                                               |                                                                |
| 1220/ 1223           | Der Gemeindevorsteher beim Verhängen und Lösen des Banns |                                                                                      |                                                                               |                                                                |
| 1223                 | Zulässigkeit der Gebetsunterbrechung als Rechtsmittel („Klamen“) |                                                                                      |                                                                               |                                                                |
| 1220/ 1223           | Verbot sich gemeindlicher Verpflichtungen zu entledigen |                                                                                      |                                                                               |                                                                |
| 1220                 | Bannandrohung für den ersten Abschnitt |                                                                                      |                                                                               | Ende des ersten Abschnitts                                     |
| 1220/ 1223           | Verbot, Richter einzuschüchtern |                                                                                      |                                                                               |                                                                |
| 1220/ 1223           | Verbot des Geheimnisverrats gegenüber Nichtjuden |                                                                                      |                                                                               |                                                                |
| 1223                 | Bedingungen für Gastmähler |                                                                                      |                                                                               |                                                                |
| 1223                 | Beschränkung der Klageerhebung durch Unterbrechung des Gottesdienstes („Klamen“) |                                                                                      |                                                                               |                                                                |
| 1220/ 1223           | Ausübung des Vorbeterdienstes an Neujahr und Jom Kippur (Versöhnungstag) |                                                                                      |                                                                               |                                                                |
| 1220/ 1223           | Verbot, Richter einzuschüchtern |                                                                                      |                                                                               |                                                                |
| 1220/ 1223           | Bannandrohung für den zweiten Abschnitt |                                                                                      |                                                                               | Ende des zweiten Abschnitts                                    |
| 1223                 | | Einleitung und Ende des Taqqanah des David von Münzenberg zur Leviratsehe            | David von Münzenberg                                                          | siehe unten                                                    |
| 1220/ 1223           | Wächter bei der Essenszubereitung von Hochzeiten |                                                                                      |                                                                               |                                                                |
| 1220/ 1223           | Aushändigung der Scheidungsurkunde |                                                                                      |                                                                               |                                                                |
| 1220/ 1223           | Verbalinjurien unter Juden |                                                                                      |                                                                               |                                                                |
| 1223                 | Almosenzehnte für die Gemeinde |                                                                                      |                                                                               |                                                                |
| 1220/ 1223           | Vorrang der Finanzierung der Schule vor anderen Stiftungstwecken |                                                                                      |                                                                               |                                                                |
| 1220/ 1223           | Schächten darf nur ein ausgebildeter und geprüfter Schächter |                                                                                      |                                                                               |                                                                |
| 1220/ 1223           | Verpflichtung, sich mit Talmud und Bibel zu beschäftigen. |                                                                                      |                                                                               |                                                                |
| 1223                 | Verhalten und Kleidung in der Synagoge |                                                                                      |                                                                               |                                                                |
| 1220                 | Transport und Behandlung von Fleisch |                                                                                      |                                                                               |                                                                |
| 1220                 | Schweigen und Gottesfurcht in der Synagoge |                                                                                      |                                                                               |                                                                |
| 1220/ 1223           | Bannandrohung für den dritten Abschnitt |                                                                                      |                                                                               |                                                                |
| 1223                 | | Segen                                                                                |                                                                               | Ende des dritten Abschnitts                                    |
| 1223                 | Levirat und damit verbundene Fragen des Erb- und Güterrechts | David von Münzenberg                                                                 |                                                                               | Einleitung und Abschluss zu diesem Taqqanah siehe oben         |
|                      | Ladung vor Gericht, Verpflichtung zu erscheinen |                                                                                      | Jacob ben Meir Tam (Rabbenu Tam)                                              |                                                                |
|                      | Monogamie und Eheversprechen |                                                                                      | Gerschom ben Jehuda                                                           |                                                                |
|                      | Ladung vor Gericht durch Gebetsunterbrechung („Klamen“) |                                                                                      | Geonim                                                                        |                                                                |
| 1306/ 1307           | Finanzierung der Schulausbildung durch verschiedene Stiftungen |                                                                                      |                                                                               |                                                                |
|                      | Klageverbot gegen rechtmäßig erlassene Satzungen der Armenkasse |                                                                                      |                                                                               |                                                                |
|                      | Verbot, Gegenstände aus dem Besitz des Schuldners zurückzuhalten |                                                                                      | Gerschom ben Jehuda und Jacob ben Meir Tam                                    |                                                                |
|                      | Verfahren beim Einziehen der Steuer, Klagemöglichkeit gegen Steuerhöhe und Konfiskation bei Weigerung des Steuerschuldners                                                                           |                                                                                      |                                                                               |                                                                |
|                      | Aufstellen von Kerzen der jüdischen Dorfbewohner in der Synagoge der Stadt an Jom Kippur |                                                                                      |                                                                               |                                                                |
|                      | Zugesagte Spenden sind in der Synagoge zu leisten, in der das Gelöbnis gegeben wurde. |                                                                                      |                                                                               |                                                                |
|                      | Purimgeld |                                                                                      |                                                                               |                                                                |
|                      | Aufrechterhalten des Minjan |                                                                                      |                                                                               |                                                                |
| 1220                 | | Schlussformel zu den Taqqnot von 1220                                                |                                                                               |                                                                |
| 1220/ 1223           | | Liste der Unterschriften von 1220 / 1223                                             |                                                                               |                                                                |
|                      | Verbot der Ladung vor ein nichtjüdisches Gericht |                                                                                      | Jacob ben Meir Tam                                                            | „Tsats ha-mate“, entstanden um 1135                            |
|                      | Rückgabe der Mitgift bei frühem Tod der Frau |                                                                                      | Jacob ben Meir Tam                                                            | Entstanden um 1160                                             |
| um 1250              | Erneuerung und Ergänzung der rheinischen Taqqanot |                                                                                      |                                                                               |                                                                |
|                      | Ladung vor Gericht und Ladungsfristen |                                                                                      | Simson von Sens                                                               |                                                                |
|                      | Vorladung vor Gericht |                                                                                      | Jacob ben Meir Tam                                                            |                                                                |
|                      | Monogamie und Eheversprechen |                                                                                      | Gerschom ben Jehuda                                                           |                                                                |
|                      | Ladung vor Gericht durch Gebetsunterbrechung („Klamen“) |                                                                                      | Geonim                                                                        |                                                                |
|                      | Klageverbot gegen rechtmäßig erlassene Satzungen der Armenkasse |                                                                                      |                                                                               |                                                                |
|                      | Verbot, Gegenstände aus dem Besitz des Schuldners zurückzuhalten |                                                                                      | Gerschom ben Jehuda und Jacob ben Meir Tam                                    |                                                                |
|                      | Kein Zahlungsaufschub, aber Klagemöglichkeit gegen die Höhe der Steuer |                                                                                      |                                                                               |                                                                |
|                      | Aufstellen von Kerzen der jüdischen Dorfbewohner in der Synagoge der Stadt an Jom Kippur |                                                                                      |                                                                               |                                                                |
|                      | Zugesagte Spenden sind in der Synagoge zu leisten, in der das Gelöbnis gegeben wurde. |                                                                                      |                                                                               |                                                                |
|                      | Purimgeld |                                                                                      |                                                                               |                                                                |
|                      | Aufrechterhalten des Minjan |                                                                                      |                                                                               |                                                                |
|                      | Vorbeteramt |                                                                                      |                                                                               |                                                                |
|                      | Begrenzung der Zeit, die ein Ehemann abwesend sein darf |                                                                                      | Jacob ben Meir Tam                                                            | Ursprünglich eine Taqqanah für die Gemeinde von Dreux          |
|                      | Rahmen für den Erlass von Taqqanot; Umgang mit Gebannten |                                                                                      |                                                                               |                                                                |
|                      | Zentralität des Friedhofs für umliegende Gemeinden |                                                                                      |                                                                               |                                                                |
|                      | Vermutung für einen Gerichtsort; Anwesenheit eines Gelehrten schafft den Gerichtsort |                                                                                      | Jacob ben Meir Tam zugeschrieben                                              | Ursprünglich eine Taqqanah von 1273 für die Gemeinde von Dreux |
|                      | Gerichtsort, wenn Immobilien in Erbschaftsangelegenheiten verhandelt werden |                                                                                      |                                                                               | Als Quelle nennt die Taqqanah die „Altvorderen“                |
|                      | Scheidung, Scheidebrief, Eheversprechen und deren Wirkung in unterschiedlichen Konstellationen |                                                                                      | Gerschom ben Jehuda nach Jechiel ben Josef von Paris                          |                                                                |
|                      | Verbot, zu eigenen Gunsten einen jüdischen Mieter aus einem Mietverhältnis mit einem nichtjüdischen Vermieter zu drängen                                                                             |                                                                                      | Gerschom ben Jehuda und Jacob ben Meir Tam zugeschrieben                      |                                                                |
|                      | Verfahren zur Erhebung des Zehnten |                                                                                      |                                                                               |                                                                |
|                      | Verfahren bei einem tätlichen Übergriff |                                                                                      | Jacob ben Meir Tam, Joseph Kara und Jechiel ben Josef von Paris zugeschrieben |                                                                |
|                      | Indirekter Beweis bei Denunziation |                                                                                      |                                                                               |                                                                |
|                      | Beschädigung von Büchern |                                                                                      | Gerschom ben Jehuda und Jacob ben Meir Tam zugeschrieben                      |                                                                |
|                      | Verbot, reuige Täter zu beschämen |                                                                                      | Gerschom ben Jehuda und Jacob ben Meir Tam zugeschrieben                      |                                                                |
|                      | Briefgeheimnis |                                                                                      | Gerschom ben Jehuda                                                           | siehe oben                                                     |
|                      | Verbot christliches Kultgerät als Diebesgut anzunehmen |                                                                                      | Jacob ben Meir Tam zugeschrieben                                              |                                                                |
|                      | Unterhalt der Ehefrau bei Abwesenheit des Ehemannes |                                                                                      | Gerschom ben Jehuda                                                           |                                                                |
|                      | Schadenersatz nach Körperverletzung |                                                                                      | Nahson Ga 'on (Nachschon ben Sadok – nachgewiesen zwischen 874 und 882)       |                                                                |
|                      | Denunziation |                                                                                      | Geonim                                                                        |                                                                |
|                      | Vorladung vor Gericht |                                                                                      | Gerschom ben Jehuda und Jacob ben Meir Tam zugeschrieben                      |                                                                |
|                      | | Abschluss der Rechtssatzung des Gerschom ben Jehuda                                  |                                                                               |                                                                |
| 1307                 | Geldleihe an Nichtjuden |                                                                                      | Versammlung der Medinath Worms                                                |                                                                |